# Alexander Eduardowitsch Kessler
Alexander Eduardowitsch Kessler (russisch Александр Эдуардович Кесслер; * 1859 im Dorf Deschlagar, Oblast Dagestan; † 12. März 1927 in Simferopol) war ein russisch-sowjetischer Chemiker, Meteorologe und Hochschullehrer.

## Leben
Kesslers Großvater Karl-Friedrich Kessler war Förster in Damerau bei Königsberg. Er ließ sich als Oberförster für die Militärsiedlungen im Gouvernement Nowgorod anwerben und ließ sich 1822 mit seiner Familie im Dorf Grusino bei Tschudowo nieder. Kesslers Vater Eduard Kessler (1814–1878) war Militäringenieur der Kaiserlich Russischen Armee. Kesslers Onkel Karl Kessler war Zoologe und Hochschullehrer.
Kessler besuchte in Simferopol das staatliche Jungengymnasium mit Abschluss 1877 und studierte an der Universität St. Petersburg in der Naturwissenschaft-Abteilung bei dem Chemiker Alexander Butlerow. Er blieb an der Universität und lehrte und forschte dort. Seine erste wissenschaftliche Arbeit erschien 1883 in der Zeitschrift der Russischen Physikalisch-Chemischen Gesellschaft. Er erfand 1885 zusammen mit Alexander Gorbow einen Apparat für fraktionierte Destillation unter vermindertem Druck. Kessler wurde zum Professor der Universität St. Petersburg ernannt.

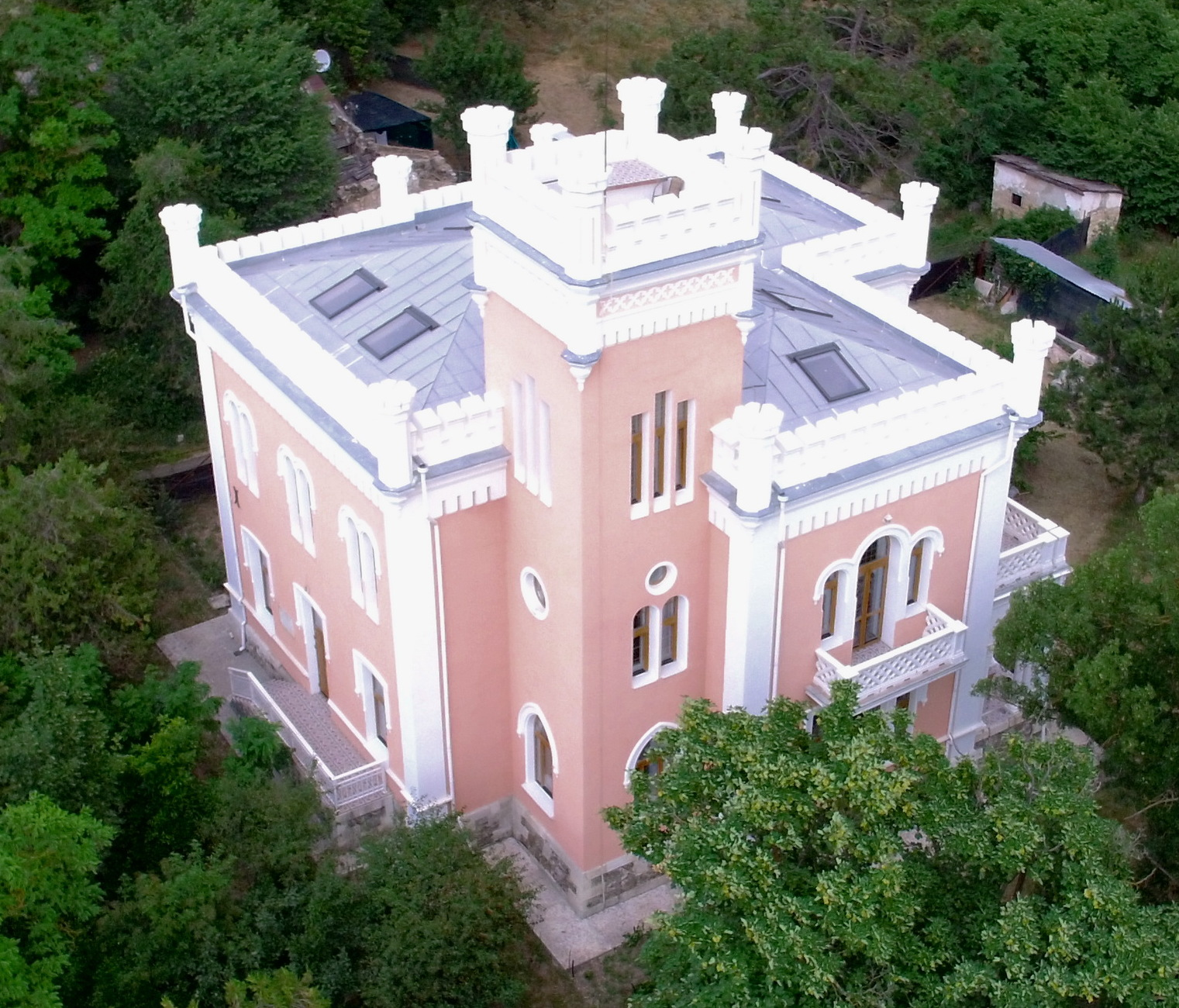
Kessler-Fersman-Burg

Wegen Gesundheitsproblemen verließ Kessler St. Petersburg und kehrte auf die Krim zurück. Er ließ sich auf dem geerbten väterlichen Landgut an der Straße von Simferopol nach Aluschta nieder, das sein Vater für seine Verdienste im Kaukasuskrieg erhalten hatte. Der Vater hatte statt eines Herrenhauses von dem Jekaterinoslawer Architekten Oscar Klausen eine burgähnliche Datsche bauen lassen mit einem Laboratorium für die wissenschaftlichen Interessen seiner Kinder.  Kesslers Schwester Marija Eduardowna Kessler (1855–1908) besaß Nachbarländereien,  war Künstlerin und hatte den Offizier Jewgeni Fersman geheiratet, mit dem sie die Tochter Wera und den Sohn Alexander Fersman bekam. Alexander Fersman führte seine mineralogischen Untersuchungen im Laboratorium seines Onkels durch. Die Kessler-Datsche ist als Kessler-Fersman-Burg bekannt und gehört zum regionalen Kulturerbe.
Kessler richtete 1891 in der ersten Etage seines Hauses die erste Wetterstation auf der Krim ein, der er nach den benachbarten tatarischen Dörfern den Namen Kutschuk-Totaikoiska-Station gab. Er führte meteorologische Messungen zur Untersuchung des Klimas durch. Später schenkte er die Staton der Taurischen Universität in Simferopol.
Nach der Oktoberrevolution im Bürgerkrieg arbeitete Kessler 1918–1920 als Professor in der Taurischen Universität in Simferopol, als die Krim noch nicht von der Roten Armee besetzt war. Auf den Versammlungen der Gesellschaft der Naturforscher und -freunde hielt er Vorträge über Meteorologie und Klimatologie.